# Федерико Делбонис
Федерико Делбонис (на испански: Federico Delbonis)  [feðeˈɾiko ðelˈβonis] е аржентински тенисист. 

## Биография
Федерико Делбонис е роден на 5 октомври 1990 г. в Асул, Аржентина.

## Кариера
Федерико Делбонис достига най-високо класиране на сингъл в ATP до номер 33, на 9 май 2016 г. На двойки достига до номер 110 на, 22 юли 2019 г.
През 2014 г. Делбонис печели първата си титла от ATP, като побеждава Паоло Лоренци в три сета на Брасил Оупън.
През 2016 г. Делбонис печели Купа Дейвис с отбора на Аржентина. На финалите той губи срещу Марин Чилич в пет сета, но побеждава Иво Карлович в два сета в петия решителен мач, което даде на Аржентина първата им Купа Дейвис.
Федерико Делбонис обявява оттеглянето си на 29 януари 2024 г., като последното му участие е на Аржентина Оупън през 2024 г. на двойки в партньорство с Факундо Багнис.

## Кариерна статистика

### ATP финали (2 титли; 4 финала)
|        | П–З | Година | Турнир               | Клас      | Настилка | Опонент       | Резултат            |
| ------ | --- | ------ | -------------------- | --------- | -------- | ------------- | ------------------- |
| Загуба | 0–1 | 2013   | Германия Оупън       | 500 серии | Клей     | Фабио Фонини  | 6–4, 6–7(8–10), 2–6 |
| Победа | 1–1 | 2014   | Брасил Оупън         | 250 серии | Клей (з) | Паоло Лоренци | 4–6, 6–3, 6–4       |
| Загуба | 1–2 | 2014   | Ница Оупън           | 250 серии | Клей     | Ернест Гулбис | 1–6, 6–7(5–7)       |
| Победа | 2–2 | 2016   | Гран При Хасан Втори | 250 серии | Клей     | Борна Чорич   | 6–2, 6–4            |